# Orange Goblin
Orange Goblin ist eine britische Stoner-Metal-Band.

## Bandgeschichte
Orange Goblin formierte sich 1995 aus der Gruppe Our Haunted Kingdom. Sie spielte Live-Auftritte u. a. mit Unida, Queens of the Stone Age, Nebula, Monster Magnet und Cathedral sowie als Vorgruppe von Alice Cooper. Die ersten fünf Alben erschienen beim Label Rise Above Records, das von Cathedral-Frontmann Lee Dorrian gegründet wurde. Ende 2006 unterzeichnete Orange Goblin einen Plattenvertrag bei Sanctuary Records.

## Diskografie
- Frequencies from Planet Ten (1997)
- Time Travelling Blues (1998)
- The Big Black (2000)
- Coup de Grace (2002)
- Thieving from the House of God (2004)
- Healing Through Fire (2007)
- A Eulogy for the Damned (2012)
- Back from the Abyss (2014)
- The Wolf Bites Back (2018)
- Science, Not Fiction (2024)